# 戸田華子
戸田 華子（とだ はなこ、1909年〈明治42年〉6月30日 - 2003年〈平成15年〉5月10日）は、日本の元皇族、元華族夫人。閑院宮載仁親王の第5女子。母は、三条実美公爵令嬢・智恵子。旧名は、華子女王（はなこじょおう）。皇籍離脱前の身位は女王で、皇室典範における敬称は殿下。皇籍離脱後の名は、「華頂 華子（かちょう はなこ）」から「竹村 華子」を経て、「戸田 華子」。

## 人物
1909年（明治42年）6月30日 、閑院宮載仁親王と同妃智恵子の第5女子（第7子/末子）として、神奈川県小田原市の閑院宮御別邸で誕生した。
1926年（大正15年）12月13日に侯爵華頂博信と結婚し、「華頂 華子（かちょう はなこ）」となり、2男1女をもうけるも、1951年（昭和26年）に離婚。華頂博信との離婚後、竹村姓の戸籍を編成し、「竹村 華子」と名乗る。その後、不倫相手であった戸田豊太郎（徳川慶喜の孫娘徳川喜和子の元夫）と再婚し、「戸田 華子」となる。戦後の旧皇族関係者の離婚第1号となった。
2003年（平成15年）5月10日午前4時32分、肺炎のため、東京都調布市内の病院にて死去。93歳没。なお、葬儀の喪主は、長男・華頂博道が務めた。

## 親族
- 父：閑院宮載仁親王
- 母：載仁親王妃智恵子（三条実美公爵令嬢）
- 兄弟姉妹：篤仁王 - 恭子女王 - 茂子女王 - 季子女王 - 春仁王 - 寛子女王 - 華子女王
- 夫：
  - 前夫：侯爵華頂博信（伏見宮博恭王第3王男子）
  - 後夫：戸田豊太郎
- 子女：
  - 長男：華頂博道
  - 次男：伏見博孝 - 伏見博英（博英王、博信の叔父）の養子となる。
  - 長女：松岡治子 - 松岡震三（松岡洋右の三男で住友金属工業専務）夫人[1][2]

伯父の伏見宮貞愛親王は、最初の夫・華頂博信の祖父にあたる。
また、日本映画製作者連盟事務局長をつとめている華頂尚隆は、孫（華頂博道の息子）にあたる。

## 栄典
- 1926年（大正15年）12月10日 - 勲二等宝冠章[3]